# Птици
Вижте пояснителната страница за други значения на Птици.
Птиците (Aves) са клас двукраки, яйцеснасящи, покрити с пера и с видоизменени в криле предни крайници гръбначни животни.
По принцип тялото на птиците е пригодено за летене, макар да съществуват и много нелетящи видове. Науката, която изучава този клас животни, се нарича орнитология.
Притежават забележителни адаптивни възможности, благодарение на което преживяват екологичен разцвет. Разпространени са по цялата Земя, а с принадлежащите над 9800 вида, птиците са най-многообразният клас сухоземни гръбначни животни, като списъкът на видовете птици се увеличава непрекъснато, най-вече с ежегодно откриваните нови видове в екваториалните гори. Според някои орнитолози броят им би могъл да бъде много по-голям. На територията на България са регистрирани 409 вида. Около 1200 вида птици са застрашени от изчезване.
Птиците съставят един много хомогенен и специализиран клас, който заедно с този на влечугите, образува групата Sauropsida. Кожата им е общо взето тънка, лишена от жлези (изключение прави локализираната в опашката мастна жлеза, секретът на която служи за импрегнация на перата) и покрита с пера, с изключение на определени участъци на главата, шията и краката. Краката им са покрити, подобно на влечугите, с люспи. Някои видове имат костни или кожни израстъци по главата или краката, служещи понякога като половоотличителен белег. Те са топлокръвни животни, поддържащи температура на тялото си между 37,8 °C и 45,5 °C. Имат висока скорост на метаболитните процеси, като изключенията са много малко (козодоят понижава температурата на тялото си по време на зимен сън). Зрението и слухът са отлични при повечето птици, но обонянието и вкусът рядко са развити. Размерите им са разнообразни, като се започне с колибрито, което тежи 2 g при дължина на тялото 2,8 cm и размах на крилете 6 cm, и се стигне до щрауса с неговите до 200 kg и дължина на тялото 2,6 m, и странстващия албатрос с размах на крилете до 3,63 m. В недалечното минало са съществували видове, значително по-едри от щрауса, като моата от Нова Зеландия и епиорниса от остров Мадагаскар.

## Произход и еволюция

### Теории за произхода
Най-древните открити фосили от птицеподобни същества водят началото си от края на Юрския период и са с характеристики, подобни на динозаврите (по-специално гущеротазовите динозаври – всички месоядни динозаври, както и масивните, с дълга шия и дълга опашка, тревопасни зауроподи, като диплодока например.), до такава степен че единствената им разлика с тези развити влечуги са перата. Последните определят основните разлики между птиците и влечугите – от една страна способността да летят, и от друга поддържането на постоянна температура на тялото, което от своя страна позволява непрекъсната и висока скорост на метаболитните процеси. Въпреки че са известни още от Юрския период, те се срещат рядко чак до Терциера, когато започва много бързо нарастване на броя им. Прието е птиците да се делят на два подкласа: Гущероопашати или Древни птици (Archeornithes), които са изчезнали, и Съвременни или Нови птици (Neornithes). В подклас Съвременни птици се включват два свръхразреда (суперразред или понякога срещано като инфраклас): Зъбати птици (Odontornithes или Odontognathae), изчезнали, с 2 разреда: Ихтиорниси (Ichthyornithes) и Хесперорниси (Hesperornithes), и Същински птици.
Най-древната открита птица е археоптериксът (Archaeopteryx lithographica), живяла преди около 150 милиона години. Той е принадлежал към подклас Гущероопашати птици, който не е оставил наследници в процеса на еволюцията. За разлика от съвременните птици е имал дълга опашка, съставена от голям брой прешлени и плътни кости, палецът на крилете е бил отделен и снабден с нокът, не е имал човка, а челюст със зъби. Размерите му са били като на дребна врана. Бил е покрит с пера, но се предполага, че не е летял добре, а само е прехвърчал или планирал между дърветата.

### Систематизиране
Първият опит за систематизиране на животните е направен през IV век пр.н.е. от гръцкия учен и философ Аристотел, който в своите съчинения отделя птиците в отделен род, наречен Ornithes. Въпреки несъвършенствата на тази система, до XVII век не са правени нови опити за класификация на животните. През 1676 г. излиза Ornithologiae libri tres, написана от английския биолог Франсис Уилоуби и след неговата смърт оформена и публикувана от Джон Рей. Това е първата известна класификация на базата на външни, морфологични белези. По-късно, през 1758 г. шведският натуралист Карл Линей използва този труд при създаването на своята Система на природата, в която въвежда йерархически категории и бинарна номенклатура при обозначаването на видовете, която се използва и до днес.
Според последните генетични анализи се делят на 23 разреда,,  по отношение на които се водят много разгорещени спорове и все още няма единно мнение. Най-голям е разредът на Врабчоподобните, който наброява над 5100 вида.
| по традиционната класификация (т. нар. ред на Klements) | по молекулярната класификация на Sibley & Monroe (1990) (по азбучен ред) |
| --- | --- |
| надразред Palaeognathae - разред Struthioniformes – Щраусоподобни, Бягащи птици, Плоскогърди, Безкили - разред Tinamiformes – Тинамуподобни, Скритоопашати надразред Neognathae - разред Anseriformes – Гъскоподобни - разред Galliformes – Кокошоподобни - разред Charadriiformes – Дъждосвирцоподобни - разред Gaviiformes – Гмуркачоподобни - разред Podicipediformes – Гмурецоподобни - разред Procellariiformes – Буревестникоподобни - разред Sphenisciformes – Пингвиноподобни - разред Pelecaniformes – Пеликаноподобни - разред Phaethontiformes - разред Ciconiiformes – Щъркелоподобни - разред Cathartiformes – Американски лешояди - разред Phoenicopteriformes – Фламингоподобни - разред Falconiformes – Соколоподобни - разред Gruiformes – Жеравоподобни - разред Pteroclidiformes – Пустинаркоподобни - разред Columbiformes – Гълъбоподобни - разред Psittaciformes – Папагалоподобни - разред Cuculiformes – Кукувицоподобни - разред Opisthocomiformes – Хоациноподобни - разред Strigiformes – Совоподобни - разред Caprimulgiformes – Козодоеподобни - разред Apodiformes – Бързолетоподобни - разред Coraciiformes – Синявицоподобни - разред Piciformes – Кълвачоподобни - разред Trogoniformes – Трогоноподобни - разред Coliiformes – Птици мишки - разред Passeriformes – Врабчоподобни | - разред Anseriformes - разред Apodiformes - разред Bucerotiformes – Птици носорози, включвани в разред Coraciiformes - разред Ciconiiformes - Ciconiiformes - Charadriiformes - Falconiformes - Gaviiformes - Pelecaniformes - Phoenicopteriformes - Podicipediformes - Procellariiformes - Sphenisciformes - разред Coliiformes - разред Columbiformes - разред Coraciiformes - разред Cuculiformes - разред Galbuliformes – Ямакароподобни, включвани в разред Piciformes - разред Galliformes - разред Gruiformes - разред Musophagiformes – Туракоподобни, включвани в разред Cuculiformes - разред Passeriformes - разред Piciformes - разред Psittaciformes - разред Strigiformes - Strigiformes - Caprimulgiformes - разред Struthioniformes - Struthioniformes - Rheiformes – Нандуподобни - Casuariiformes – Казуароподобни - Apterygiformes – Безкрили, Кивиподобни - разред Tinamiformes - разред Trochiliformes – Колибриподобни, включвани разред Apodiformes - разред Trogoniformes - разред Turniciformes – Трипръстки, включвани в разред Gruiformes - разред Upupiformes – Папунякоподобни, включвани в разред Coraciiformes |

## Разпространение
Те са широко разпространени във всички краища на планетата, срещат се във всички биоми и основни местообитания, като заемат най-разнообразни екологични ниши. Практически те обитават всичките седем континента и всички острови. Птиците са приспособени към изключително екстремни условия, гнездят дори в приполярните пустини. Колониите на снежния буревестник са разположени до 440 km навътре в Антарктида, което го прави най-южно гнездящата птица. Някои семейства птици (албатроси, буревестници и др.)са адаптирани за живот в открития океан и използват бреговете му само за чифтосване, мътене и отглеждане на малките. Пингвините навлизат дълбоко в океанските дълбини в търсене на храна. Регистрирани са случаи на гмуркане до 300 m.
Много видове птици са интродуцирани от хората в райони, където преди това не са били разпространени. В някои от случаите това се е извършвало умишлено, например колхидският фазан е разпространен на много места от хората в резултат на отстрелването му като дивеч. При други случаи това е ставало съвсем случайно. Например папагалът монах, отглеждан в плен, е избягал случайно и по този начин се е разпространил в няколко северноамерикански града. Някои видове като биволската чапла, жълтоглавата каракара и розовият какаду са се разпространили естествено, далеч отвъд първоначалния си ареал, благодарение на обработването на земята, създаващо нови подходящи местообитания.
Единствено на остров Гуам и няколко по-малки тихоокеански острова се наблюдава намаляване на птичите популации и дори пълното им изчезване. В резултат на интродукция през 1952 г. на кафявата дървесна змия (Boiga irregularis), за няколко десетилетия птиците на острова намаляват драстично като остават малки популации в северната му част. Така от 22 местни вида 4 напълно изчезват, а останалите са критично застрашени. Причината за това се дължи на привнесения вид влечуго, който се оказва без конкуренти на острова и систематично унищожава птици и други местни видове животни, задоволявайки хищническите си инстинкти.
Около 80 % от видовете птици се срещат в тропиците, като броят им намалява в посока север и юг. Най-голямо е разнообразието в Неотропичното биогеографско царство (Южна, Централна Америка и Карибието) – приблизително 3000 вида. В Африка се срещат около 1700 вида, Палеарктика (Евразия (без Южна Азия) и Северна Африка) – 1100 вида Неоарктика (Северна Америка, Гренландия и Исландия) – около 1000 вида.
Популациите на птиците имат големи различия относно гъстотата и броя на индивидите. Някои видове имат малка гъстота, ниска численост и обширна територия (орли), други живеят в гъсти колонии от милиони индивиди на малка територия (някои морски птици). Има няколко главни особености при разпределението на повечето видове:
- Гъстотата на популацията е свързана с размера на тялото – по-малките видове са по-многобройни;
- Видовото разнообразие и броят на индивидите е по-голям в смесените местообитания и в областите, където се срещат няколко различни местообитания (екотони);
- Броят на видовете е свързан с размера на местообитанието;
- Видовото разнообразие и гъстотата на популациите се увеличава в посока от полюсите към екватора.[24]

## Анатомия и физиология
Характерният начин на движение при птиците е дал съществено отражение в анатомичното устройство на тялото и органите и физиологичните им функции. Най-типични в това отношение са предните крайници, които са изгубили напълно двигателната си способност и са се обособили в специализирани органи за движение, наречени – крила. Те подпомагат повдигането, задържането и движението на тялото във въздуха и не участват при стоенето и движението върху земната повърхност. Гръдните крайници служат изключително за летене и в сравнение с бозайниците показват значителни различия, най-забележими в областта на крайниковия пояс и върха на крилото. Скелетът на крилото се състои от всички отдели характерни за петпръстните крайници. Крилете притежават широка кожна гънка свързваща раменните и подраменните кости. При разтваряне на крилете се образува широка еластична повърхност, която се противопоставя на въздуха и спомага за задържане на тялото в него. Двете ключици са срастнали в обща кост, която служи за опора на крилете при тяхното свиване. Същото предназначение има добре развитата човковидна кост, която придава стабилност на раменния пояс. Опашката служи за кормило при полет. Чувствителни структурни изменения са настъпили в крайната част на крилото в областта на метакарпалните кости, които са сраснали, а най-добре развит е само втория пръст.
Способността за полет е основно и типично качество на птиците (с малки изключения на вторично загубена способност за полет), позволило им да се разпространят по цял свят. Полетът на птиците бива основно два типа: махащ (загребва се с крилете въздух назад и надолу) и реещ се (използват се въздушните течения, като крилете са неподвижни). Скоростта, с която летят птиците, варира от тази на бързолета, която е над 180 km/h при хоризонтален полет, или на сокола скитник – близо 300 km/h при пикиране, до неподвижно стоене във въздуха (керкенез, колибри). Способността им да летят продължително също варира – от буревестниците, които често прекарват няколко години от живота си без да кацнат, или бързолетите, които спират да летят единствено когато мътят, до нелетящите или способни само да подхвръкнат няколко метра видове. За осъществяването на полет от съществено значение е специфичното анатомично устройство на повечето органи и системи, което води до намаляване на общата маса на тялото. Белите дробове са също леки и са свързани с въздушни торби, които излизат извън тях. Костите на скелета са изключително леки. Те притежават кухини, в които влизат разклонения от въздушните торби.
Днес на Земята живеят и около 60 вида нелетящи птици, които вторично са изгубили полетните си способности.
За разлика от много други представители на класове висши гръбначни животни тялото при птиците е повдигнато от земята чрез задните крайници и заема полуизправено или почти хоризонтално положение. Краката поемат изцяло тежестта на тялото и служат за стоене и движение на птиците върху земята. Разнородният начин на движение и живот при различните видове птици е довел и до съществени промени и различия в устройството на краката. Те могат да бъдат пригодени за бързо или бавно ходене, тичане, хващане на клони, скачане, катерене или плуване. При водните птици между пръстите на краката се образува ципа, която ги свързва.
За разлика от някои бозайници птиците не стъпват на земята с метатарзалните кости. Същите са изправени и отдалечават тялото от земята. Стъпването при птиците е изцяло върху пръстите. Срастването на гръдни, поясни и кръстцови прешлени води до изчезване на подвижността на гръбначния стълб. За разлика от него, шията е силно удължена и притежава добра възможност за движение във всички посоки.
Белите дробове и въздушните торби играят важна роля в поддържане на центъра на равновесие при летенето. Пикочно-половите органи също притежават опростена структура и отново нагодена с цел намаляване на теглото. Изцяло липсва пикочен мехур, в който да се задържа урината, а при женските птици е развит само левия яйчник. Теглото на птиците се намалява в значителна степен още от перата, които представляват видоизменени люспи. Те определят в голяма степен външния облик на птиците, като често пъти изменят значително истинските пропорции и размери на тялото. Повечето от птиците могат да контролират волево положението на перата си благодарение на специални подкожни мускули. Поддържането на постоянна температура на тялото и изолирането на водата от тялото се дължи в значителна степен на тях.

### Полови хромозоми
Птиците, подобно на представителите на всички класове гръбначни животни, са разделнополови. Полът при тях се определя от чифт полови хромозоми обозначени като Z и W (при бозайниците X и Y). За разлика от бозайниците хромозомата, определяща пола, носят женските, което ще рече, че мъжките имат еднообразен набор от половата хромозома. Мъжките притежават еднакъв набор от Z хромозоми (ZZ), а женските носят по една W и Z хромозома (WZ).
При всички видове птици полът на поколението се определя при оплождането. Единственото изключение от това правило се наблюдава при вид австралийска пуйка (Alectura lathami). При този вид подобно на влечугите полът на малките се определя от температурата на инкубация. При температура около 33 – 34 °C се излюпват повече мъжки пиленца. Над тази температура съотношението се променя в полза на женските.

## Начин на живот

### Хранене
Храната на птиците е изключително разнообразна. Тя включва нектар, плодове, растения, семена и малки животни, включително дребни птици, техните яйца и мърша. Тъй като нямат зъби, тяхната храносмилателна система е приспособена да поема храната цяла, без да бъде сдъвкана. Устни, зъби и венци липсват, но функционално се заместват от твърда вроговена епидермисна човка /клюн/, rostrum, която покрива предните части на горната и долната челюст.
По начина си на хранене птиците се делят на хищни – Соколоподобните и Совоподобните, растителноядни – Тъкачи, Гъски и всеядни – Врани, Щъркели.
Някои птици могат да менят характера на своите хранителни навици в зависимост от сезона и възможността да си набавят нужната храна. Така например авлигата през размножителния сезон се храни с насекоми и гъсеници, а през останалата част от годината се храни със семена и плодове.
Фламингото и патиците са се приспособили да филтрират водата и по така поглъщат миниатюрни организми останали по човката след филтрация.
Видове като фрегати, чайки и скуа си набавят голяма част от своята храна посредством клептопаразитизъм. Те крадат плячката уловена от други видове птици и по рядко бозайници и с помощта на своята сила и агресивност пропъждат по-слабите хищни животни.
Понякога тясната хранителна специализация и недостатъкът на храна могат да поставят видове птици на границата на измиране. Такъв е примерът с ендемичния за Намибия крайбрежен корморан (Phalacrocorax neglectus), чиято численост през 80-те години на 20 век рязко намаляла. Причина за това е намаляването на два вида, които са основна храна за вида – тихоокеанското попче (Sufflogobius bibarbatus) и лангустите от вида Jasus lalandii.
Исторически погледнато, едни от най-големите летящи хищници на земята са били птици (аргентавис и орел на Хааст).

### Размножаване
Мнозинството от птиците са моногамни (около 95%). Семейните двойки се формират за един сезон, а в много от случаите за няколко години или до смъртта на единия от представителите и. Това осигурява поделянето на родителските грижи както при мътене така и при отглеждането на потомството.
По-рядко при птиците могат да се наблюдават и полигамия (около 2%), полиандрия (по-малко от 1%), полигиния, полигинандрия и промискуитет. Полигамията се наблюдава при видове, чиито женски са способни да отгледат потомство без помощта на мъжки. При някои видове се наблюдава повече от една социална система в зависимост от обстоятелствата.
Чифтосването обикновено е свързано с период на ухажване. То се извършва предимно от екземплярите от мъжки пол. В повечето случаи то се проявява с изпълнението на песен, но нерядко се наблюдава изумително многообразие и атрактивност при ухажване. То може да се изразява с потрепване на крила и опашка, танци, полети. Женските са тези, които избират своя партньор.
Много от видовете имат изразен полов диморфизъм, като най-често мъжките са по-едри и ярко оцветени (Кокошоподобни, Гъскоподобни), но се среща и обратният случай, когато женската е по-едра и силна (Соколоподобни). Снасят яйца, подобно на влечугите, и някои видове бозайници (птицечовка), но за разлика от влечугите, за да започне развитието на ембриона, е нужно да се повиши температурата на яйцето до над 20 – 25 °C. За целта повечето птици мътят яйцата си (това обикновено правят женските), но има видове, които ги заравят в топли места под земята, като следят единствено температурата да е в необходимите граници (регулирането ѝ става чрез отнемане или прибавяне на пласт топла земя).

### Миграция
Много видове птици извършват миграции като така успяват да се възползват от температурните различия в световен мащаб и успяват да оптимизират осигуряването на храна и отглеждането на потомството. Миграциите при птиците са изключително разнообразни. Много видове ежегодно мигрират на дълги разстояния като началото на прелета им се повлиява от продължителността на деня или промяна на метеорологичните условия. Тези птици се характеризират с размножителния период, протичащ в арктичните или антарктичните райони, а зимуват в тропическите райони на Земята или противоположното полукълбо. Преди да отлетят птиците значително увеличават количеството на телесните си мазнини и резерви, а за сметка на това намаляват размера на някои от вътрешните органи.
Извършването на миграцията изисква голямо количество енергия, особено в случаите когато птиците трябва да прекосяват пустини и океани без да могат да се хранят. Сухоземните птици могат да прелетят по този начин около 2500 km, а блатните птици до 4000 km, а рекорд за най-дълга миграция без почивка държи пъстроопашатия крайбрежен бекас, който е в състояние да прелети без да почива разстояние от около 10 200 km. Някои от морските птици са също рекордьори при извършването на своите миграционни прелети. Сивият буревестник гнезди в Нова Зеландия и Чили, а зимува в района на Северния Тих океан от Япония през Аляска до Калифорния. Така ежегодно птиците изминават двукратно това разстояние равняващо се на 64 000 km. Други видове морски птици пътуват дълги разстояния в странстване докато достигнат полова зрялост и се завърнат в местата, където са се излюпили. Типичен пример за това са албатросите, които продължително се реят в небето над Южния океан.

## Болести
Патологията при птиците е изключително разнообразна. Приблизително на всеки 4 – 5 години се регистрира ново болестно състояние. По отношение на инфекциозната патология причина за това може да бъде вариабилността на етиологичния агент. Значително се обогатява и делът на неинфекциозните болести, особено при домашните и птиците отглеждани с промишлена цел. През последните години особено значение придобиват микотоксикозите и недоимъчните заболявания. Не на последно място трябва да се отбележат и неопластичните заболявания. Спецификата на заболяванията при дивите и одомашнените птици е различна и е тясно свързана с начина на живот и развитие, а при домашните птици и от типа на отглеждане, породни и възрастови особености.
При дивите птици са най-характерни паразитните и инфекциозни заболявания. Паразитозите биват от различно естество и са свързани от местообитанията и видовите особености на птицата. При някои от паразитните заболявания птицата е краен или междинен гостоприемник в развитието на паразита. Инфекциозните заболявания също биват с различен характер и протичане. Една част от тях се свързва с миграциите на птиците, връзките с други видове, източниците на храна и сезонът на проява.
По-специфични за болестите при домашните животни и особено тези, които се отглеждат с промишлен характер. Породообразуването при тях е довело до засилване на проявата на определени белези с цел задоволяване на дадена нужда. По този начин се наблюдава усилен растеж на птицата и нужда от допълнителни хранителни и минерални вещества. Много често в резултат на това, че организмът не успява да задоволи своите потребности възникват недоимъчни състояния. Храненето с некачествен и замърсен фураж също е причина за развитие на микотоксикози при птиците. В птичите стада отглеждани във ферми също често срещани са заболяванията от инфекциозно естество. Те се проявяват с интензивен характер, който е свързан с високата плътност на птиците. Те обаче много успешно могат да бъдат избегнати в резултат на провеждане на профилактични ваксинации и дезинфекция на сгради и съоръжения, оборудване и персонал, който обслужва птиците. При домашните птици отглеждани в т.нар. курници поради екстензивния начин на отглеждане са характерни предимно паразитните и неопластичните заболявания. Често поради слабите мерки за биосигурност те стават жертва и на хищници.
Птиците са и преносители на редица заболявания опасни за хората (зоонози). Такива са например пситакоза, салмонелоза, кампилабоктериоза, особено опасните птичи грип и западнонилска треска и едноклетъчните паразити Giardia lamblia и Криптоспоридии.

## Значение за човека
Птиците са клас животни, тясно свързан с човека. Много видове са одомашнени и селекционирани с цел получаване на повече продукти от тях. Използват се за месо, яйца, перушина, кожи (щраус). Отглеждат се и като паркови или декоративни животни отглеждани от природолюбители. Други са предмет на спортен лов и по-рядко лов с цел прехрана. Отглеждани са и ловните птици, като сокола скитник, големия ястреб и скалния орел, които са използвани от древността от хората. Някои от видовете са красиво оцветени, други пеят хубаво. В Древен Рим гъските дори са послужили като пазачи. В България с подобна цел са отглеждани белите ангъчи.

## Птиците в митологията, религията и фолклора
Съжителството на човека с птиците, техните характерни физически особености и начинът им на живот, ги правят задължителен елемент практически във всички мито-религиозни системи в света, като им се приписват най-различни функции. В различните митологични системи птиците могат да се изявяват като божества, герои, демиурзи, шамани, тотемни предци, ездитни животни на боговете и т.н. Освен реално съществуващите видове птици, в митовете често присъстват и митични (фантастични) птици. Ткива са например Гаруда (в индуизма и др.), Анзуд (в Месопотамия), Симург (в иранската митология), Рух (арабска митология), Жар-птица, Феникс и много други. В митопоетичното мислене птиците са специални класификатори и символи на божествената същност, небето, слънцето, атмосферните явления (дъжд, гръм, вятър); плодородието, душата, предсказнията, връзката между космичните зони и т.н.
Митологични класификатори
При изображенията на световното дърво или дървото на живота птиците се разполагат на неговия връх. Обикновено за „Птица на световното дърво“ се избира най-царствената птица (най-често орел или друга хищна птица); по-рядко е обобщен образ на птица, която понякога притежава фантастични черти. Тази птица на върха на дървото обозначава небето, горния (божествен) свят и в този смисъл е противопоставена на съществото-класификатор на долния, подземен (демоничен) свят, намиращо се в корените на дървото (обикновено това е влечуго, риба или някакво чудовище). Типичен пример за това противопоставяне е световното дърво в скандинавската митология – ясенът Игдрасил, на чийто връх е ястребът Вердфьолнир, а в корените му – драконът (змията) Нидхьог. Срещани са и изображения на световното дърво с две птици на върха му – отляво и отдясно. Тези птици се съотнасят със слънцето и луната, допълвайки космологическия модел, а в ритуален план носят идеята за плодородие и благополучие. Обикновено птицата на световното дърво (по-специално орела) се съотнася с бога-гръмовержец в различните традиции: Зевс, Юпитер, Индра, Перкунас и др.
Демиург и културен герой
В редица митологични системи (главно тихоокеански, азиатски и американски) птиците се проявяват като демиурзи и/или културни герои. Те действат сами или по волята на божество. В тези случаи птиците създават земната твърд, добиват блага (огън и др.), основават културни традиции и т.н. Създатели на земната суша в тези вярвания са най-често различни водоплаващи птици – различни видове патици, гмурци и др. – разпространен е мотивът за гмуркането на птицата в световния океан и изваждането от дъното му на парче тиня или глина, от което възниква земната твърд. Според мит от Полинезия, Хавайските острови се появяват от яйце, снесено във водата от божество-птица, а сред Тихоокеанските острови е разпространен мотива за птица, изпратена от божеството, която оплодява дърво или камък, вследствие на което възникват живите същества. Сред някои северноамерикански индианци е известен сюжетът за получаването на огъня от гарвана; според тях слънцето и светлината също дължат появата си на действията на гарвана или орела.
Тотем
Широко разпространена е представата за птицата-предтеча, тотем на племето. Това може да се проследи в имената на отделни фратрии в Северна Америка, Австралия и др. При тлинкитите в Северна Америка има две фратрии – на вълка и на гарвана. В първата влизат родовете на орела и пингвина, във втората – тези на враната, гъската и бухала. В Австралия са известни фратриални обединения, носещи имената на Бялото и Черното какаду, Клиноопашатия орел, Гарвана и др. Там дори се наблюдава и полов тотемизъм – в племето курнаи мъжете са „орехчета“, а жените „коприварчета“; в племето вотджобалък мъжете са „прилепи“, а жените вид козодои.
Шаманизъм
Птиците са неразделна част от шаманските представи на много от племената, главно от Азия и Северна Америка. Възможността на птиците да летят логично ги прави духове-помощници на шамана, особено при магичния му полет. Сред племената в Сибир е разпространена представата, че орелът е баща на първия шаман; божеството Хара Суорун („черния гарван“) в якутската митология е смятан за предтеча на деветте шамански рода при якутите. Шаманите се стремят да наподобят птица и с облеклото си – това се отнася както за народите от Далечния изток и северноамериканските индианци, така и за някои африкански племена.
Птица-душа
Образът на птицата нерядко се използва от митопоетичното мислене, за да изобрази човешка душа. Представата за душа-птица е разпространена в традициите на Древен Египет, Месопотамия, Древна Гърция, Китай, а и в по-съвременни (при евенки, алтайци, якути, някои южноамерикански племена). Известна е и християнската представа за душата като гълъб (такава представа битува и сред хуроните в Северна Америка)
Предсказания
Разпространени са вярванията, че по поведението и полета на птиците могат да се предскажат бъдещи събития. В Древен Рим съществува специален клас жреци, т. нар авгури, чието задължение е да гадаят бъдещето по полета и поведението на птиците. Тези вярвания са разпространени повсеместно. Българите вярват, че ако кокошка пропее като петел, това е знамение за смърт; когато чуят за пръв път кукувица, гадаят дали ще има благополучие и т.н. Дори и днес са запазени подобни вярвания, свързани най-вече с предсказване на климатични промени.
Свещени птици
Птиците са почитани и в по-развитите митологии. В тях те най-често са свещена птица на някое божество и/или негово проявление. В ацтекската митология свещената птица на Кетцалкоатъл е птицата кветзал, бог Уицилопочтли е произлязъл от колибри; в Древен Египет ибисът е птица на Тот, соколът на Хор, Монту и т.н., канята на Мут и др.; в Древна Гърция орелът е птица на Зевс (той се появява и под облика на лебед); в Древен Рим орелът е птица на Юпитер, гъската на Юнона, кълвачът е горският бог Пик (Пикус).